# 拓殖大学の人物一覧

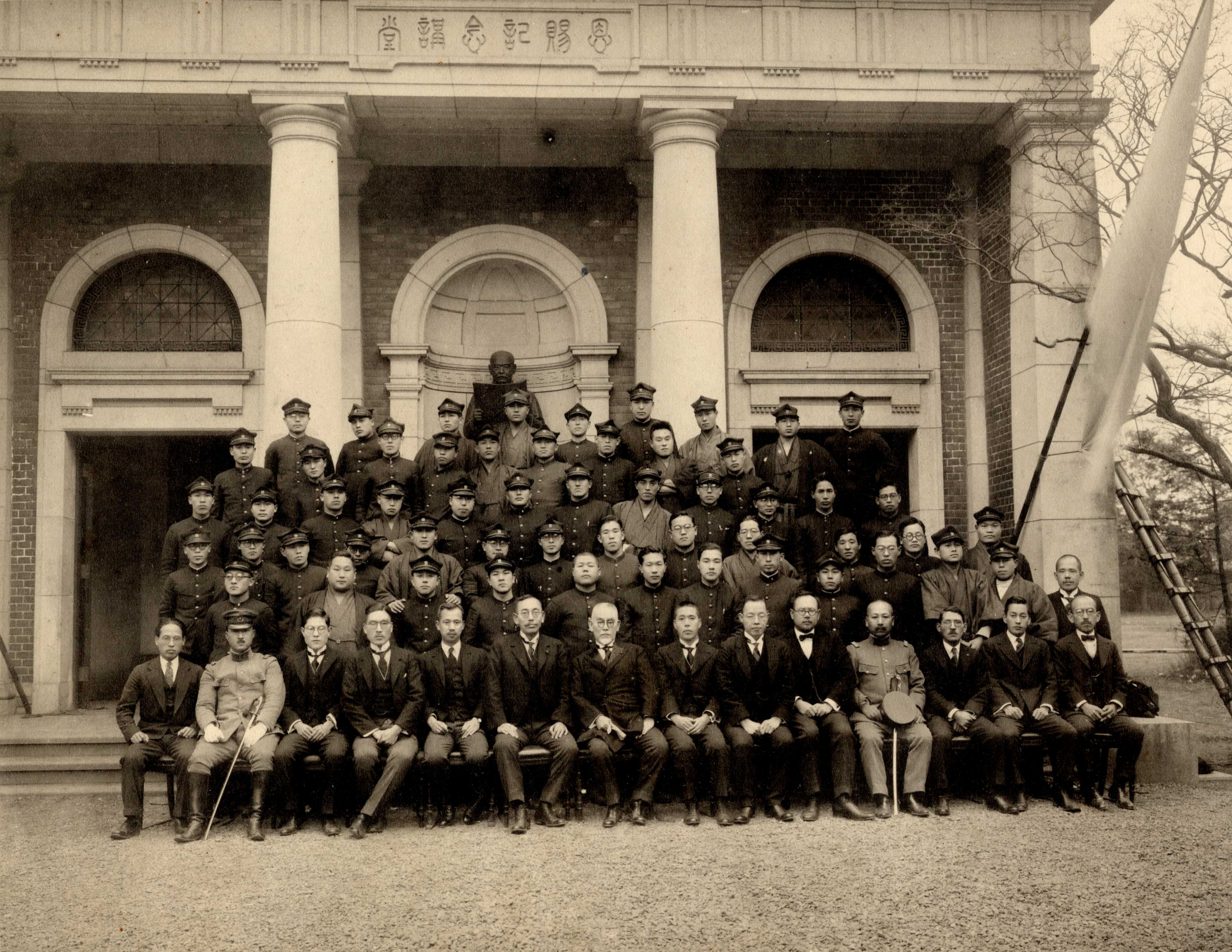
1929年の卒業写真。中央が後藤新平学長。左隣は永田秀次郎次期学長

拓殖大学の人物一覧（たくしょくだいがくのじんぶついちらん）は、拓殖大学に関係する人物の一覧記事。拓殖短期大学（廃校）、拓殖大学北海道短期大学の関係者は各当該項目を参照。

## 創立者
- 桂太郎 山口県萩生まれ。陸軍大将、台湾総督、総理大臣、初代癌研究所会長を務める。

## 役員

### 歴代総長
- 桂太郎
- 小松原英太郎 - 県知事、文部大臣、農商務大臣、貴族院議員等
- 後藤新平 - 逓信省大臣、鉄道員総裁、拓殖局総裁、内務大臣、外務大臣、国務大臣、東洋協会会長、東京市長、帝都復興院総裁等
- 永田秀次郎 - 帝国教育会長、東京市政調査会長、拓務大臣、鉄道大臣、本学理事長等
- 宇垣一成 - 朝鮮総督、陸軍大学校校長、陸軍大臣、国務大臣、内閣参議、外務大臣、拓務大臣、参議院議員等
- 下村宏 - 台湾総督府民政長官、朝日新聞社副社長、貴族院議員、日本体育協会会長、日本放送協会会長、情報局総裁、本学理事長等
- 高垣寅次郎 - 一橋大学教授、本学教授、日本学術会議会長、日本学士会会長、金融学会会長、日本学術振興会理事長、本学理事長等
- 鈴木憲久 - 時事新報論説委員、日本大学教授、本学教授・政経学部長、本学短期大学学長・本学理事長等
- 八田嘉明 - 鉄道次官、貴族院議員、商工大臣、拓務大臣、鉄道大臣、逓信大臣、東京商工会議所会頭、日本縦貫高速自動車道協会会長等
- 矢部貞治 - 東京大学教授、早稲田大学教授、本学教授、選挙制度調査会委員、行政審読会会長、憲法調査会副会長、中央教育審議会委員、憲法調査会海外調査団団長等
- 安東義良 - 外務省条約局長・欧亜局長、衆議院議員、本学教授、ブラジル大使、海外移住事業団経営審議会会長、内閣移住審議会委員等
- 中曽根康弘 - 衆議院議員、行政管理庁長官、通産大臣、運輸大臣、防衛庁長官、科学技術庁長官、自由民主党幹事長・総裁、内閣総理大臣、本学理事長等
- 小村康一 - 海外経済協力基金理事、チリ大使・ブラジル大使、石川島播磨重工業株式会社顧問等
- 小田村四郎 - 名古屋国税局長、行政管理事務次官、農林漁業金融公庫副総裁、日本銀行監事、本学理事等
- 藤渡辰信 - 同大学院修了後、民社党政策審議会勤務。本学事務局長・常勤理事等
- 渡辺利夫 - 筑波大学教授、東京工業大学教授、本学学長等
- 森本敏 - 防衛大臣、本学教授 兼 海外事情研究所長等

### 学監
- 松崎蔵之助（初代拓殖大学学監、東京高商校長、東京帝国大学経済科教授）
- 新渡戸稲造（二代目拓殖大学学監、国際連盟事務次長）
- 松岡均平（三代目拓殖大学学監、法学博士、内務次官・松岡康毅の長男、男爵、貴族院議員、東京帝国大学法科教授）
- 中村進午（拓殖大学学監、早稲田大学教授、本学創設に関係、国際法学創立の第一人者）
- 小川郷太郎（拓殖大学学監、政治家（衆議院議員）、京都帝国大学教授、財政学者、従三位勲一等）
- 宮原民平（拓殖大学学監、拓殖大学教授）
- 高垣寅次郎（拓殖大学学監、拓殖大学教授）

## 教職員

### 商学部
- 石川千尋（教授／教育学）
- 金山茂雄（教授／経営学科長）
- 武上幸之助（教授／貿易政策）

### 政経学部
- 大谷博愛（教授・元政経学部長／比較政治）
- 池田高信（教授／経済政策）
- 澤田次郎（教授／政治思想）
- 丹野忠晋（教授／産業組織論）
- 松井謙一郎（教授／国際金融・開発金融、ラテンアメリカ研究）

### 外国語学部
- 小池和良（教授／スペイン語）

### 工学部
- 秀島一生（客員教授／航空評論家）
- 米重修一（准教授／生涯スポーツ）

### 国際学部
- 岩崎育夫（教授／東南アジア政治論）
- 呉善花（教授／朝鮮半島、朝鮮半島政治論）
- 下條正男（教授／朝鮮半島研究）
- 長坂寿久（教授／NGO・NPO論）
- 野村進（教授／フィリピンの歴史と文化）
- 川上高司（教授／安全保障、アメリカ政治）
- 杜進（教授／中国経済論）

### 海外事情研究所
- 森本敏（教授 兼 研究所長／安全保障、米国政治）
- 荒木和博（教授／韓国政治、朝鮮半島／特定失踪者問題調査会代表）
- 武貞秀士（特任教授／朝鮮半島の国際関係論、日本の防衛問題）
- 富坂聰（教授／現代中国）
- 木村汎（客員教授／ロシア政治、日露関係）
- 佐藤丙午（教授 兼 研究副所長 兼 外務省参与／安全保障、米国政治）
- ペマ・ギャルポ（客員教授／国際関係論、国際政治学）
- タクシン・シナワット（客員教授／アジア型ビジネス経済モデル）
- 丹羽文生（教授／政治学）
- 北岡元（研究員／インテリジェンス（諜報活動））
- 名越健郎（教授／国際情勢、ロシア研究）

### 華僑研究センター
- 佐瀬昌盛（元教授 兼 センター長／安全保障）

### イスラーム研究所
- 森伸生（教授 兼 センター長／イスラーム研究）

### 地方政治行政研究科
- 高久泰文（非常勤講師・元教授／憲法、行政法）
- 濱口和久（地方政治行政研究所附属防災教育研究センター長・特任教授）

### その他
- 中橋孝晃（非常勤講師／作曲家）

### 日本文化研究所
- 藤岡信勝（客員教授）
- 工藤雪枝（客員教授）
- 佐藤優（客員教授）
- 城内実（客員教授）
- 石平（客員教授）
- 関岡英之（客員教授）
- 高森明勅（客員教授）
- 藤井厳喜（客員教授）
- 惠隆之介（客員教授）
- 宮崎正弘（客員教授）
- 土屋敬之（客員教授）

## 元教員（名誉教授、元教授、故人など）

### 主な名誉教授
- 新渡戸稲造（元教授／拓殖大学第二代学監、国際連盟事務次長）
- 飯森嘉助（元政経学部教授／アラビア語）
- 石沢芳次郎（元学長／経済学）
- 田中一昭（元政経学部教授／行政管理）
- 武田哲夫（元政経学部・経済学研究科教授／国際金融）
- 三浦正 （元商学部教授／宗教教育／静岡英和学院大学元学長）
- 田中五郎（元商学部教授／国際経済学、国際金融論）
- 鹿島守之助（元政経学部教授／外交史）
- 瓜谷良平（元外国語学部教授／スペイン語）
- 井尻千男（日本文化研究所顧問、元同教授・所長／昭和精神論、都市政策論／新しい歴史教科書をつくる会顧問）
- 竹谷靱負（元工学部教授／教育情報工学、富士山文化研究家、本名竹谷誠）
- 坂田貞二（元商学部教授／ヒンディー語学､ヒンディー文学､ヒンディー語圏文化）

### 元教授
- 萱原昌二（元教授／元政経学部教授／社会科教育学）
- 服部龍二（元教授／元政経学部教授／日本政治外交史）
- 鈴木重幸（元教授／元外国語学部教授／言語学）
- 大川周明（元教授／元商学部教授／殖民政策／殖民史）
- 白鳥庫吉（元教授／東洋史）
- 澁谷司 （元教授／海外事情研究所教授／海外事情研究所附属華僑研究センター長）
- 重村智計（元教授／国際開発学部教授）
- 益子幸江（元非常勤講師／音声学）
- 原ひろ子（元助教授／文化人類学）
- 今野雅方（元非常勤講師／）
- 河原敏明（元客員教授／）
- 竹村健一（元客員教授／）
- 城内実　（元客員教授／)
- 渡部重十（元非常勤講師／地球惑星大気科学、プラズマ物理学、地球惑星電磁圏物理学）
- クリストファー・W・A・スピルマン（元日本文化研究所教授／日本近代政治思想史）

### 故人
- 安岡正篤（東洋思想講座講師）
- 大川周明（植民史／植民政策）
- 満川亀太郎（東洋事情／アジア学者）
- 河上肇（経済学）
- 高橋亀吉（経済評論家／経済史研究者）
- 龍野一雄（拓殖大学漢方医史学の漢方講座講師）
- 謝介石（台湾語教師／満洲国初代外交部総長）
- 舟橋聖一（講師／小説家）
- 木村卜堂（拓殖大学書道研究会講師）
- 東恩納寛惇（拓殖大学教授及び図書館長・拓殖大学第一高等学校長を兼務／歴史学者（沖縄史））
- 千原大五郎（建築史家／東洋建築史）
- 赤松要（経済学者／政経学部教授、経済政策学）
- 若林俊輔（英語教育学者／外国語学部教授）
- 室伏哲郎（作家／客員教授）
- 江畑謙介（海外事情研究所客員教授／軍事評論家）
- 遠藤浩一（日本文化研究所長・地方政治行政研究科教授／政治学）
- 黄文雄（客員教授）

## 出身者

### 文学
- 相沢正一郎 - 詩人
- 鮎川哲也 - 推理作家
- 胡桃沢耕史 - 直木賞作家
- 小宮良之 - スポーツライター、ノンフィクション作家
- 謝雅梅 - 随筆家、産能短期大学講師
- 諏訪勝 - 構成作家
- 星野紗一 - 俳人
- ますいさくら - 作家

### 芸術
- 前田真三 - 風景写真家
- 久保敬親 - 写真家
- 渡辺悟仙 - 水墨画家、 日本南画院元理事長  福井県水墨画協会創立者、同初代会長、紺綬褒章
- 松崎健一 - 脚本家
- 永野護 - 漫画家、メカニックデザイナー（中退）
- 土山しげる - 漫画家（中退）
- 野口賢 - 漫画家
- 境田昭造 - 漫画家
- 香月秀之 - 映画監督
- 小石栄一 - 映画監督、脚本家、映画プロデューサー（中退）

### 芸能
- 所ジョージ - タレント（除籍）
- 綾小路きみまろ - 漫談師、お笑いタレント
- 古今亭志ん彌 - 落語家
- 古今亭志ん陽 - 落語家
- 渡辺裕之 - 俳優
- 阿久津陽一郎 - 劇団四季所属俳優（ライオンキングで主役「シンバ」を務める）
- 岩井堂聖子（高橋真唯） - 女優（中退）
- 外山高士 - 俳優、声優
- 永野愛 - 声優
- 森山未來 - 俳優（中退）
- 佐藤翔 - 俳優
- 小田部通麿 - 俳優
- 上原風馬 - タレント
- 千波丈太郎 - 俳優
- 堀勉 - 俳優
- 小栗山晃市 - 俳優
- 城戸裕次 - 俳優
- 森大 - 俳優、殺陣師
- 矢野明仁 - タレント、俳優
- 草野徹 - 俳優
- 戸城憲夫 - ロックミュージシャン、ベーシスト
- 大山正篤 - ロックミュージシャン、ドラマー（除籍）
- 水木香 - 千葉ロッテマリーンズのチア・パフォーマーグループM☆Splash!!の2006年度メンバーの1人。
- 入沢大聖 - タレント
- ちゅうえい - お笑いタレント（流れ星☆）
- ゆーびーむ☆ - お笑いタレント
- すずき一平 - シンガーソングライター、第17回ヤマハポピュラーソングコンテストに「時流」で出場し、優秀曲賞受賞。同年、世界歌謡祭出場。
- 出町杏奈 - タレント

### ジャーナリスト
- 金森トシエ - 元読売新聞婦人部長、拓殖大学初の女子学生、神奈川県立婦人総合センター（現・神奈川県立かながわ男女共同参画センター）初代館長、元日本大学講師
- 宮澤正幸 - 元日刊スポーツ運動部記者、現スポーツジャーナリスト
- 中島恵 - 元日刊工業新聞記者、現フリージャーナリスト

### アナウンサー
- 長谷川朋加 - フリーアナウンサー、元福島テレビ・四国放送アナウンサー
- 近江正俊 - 元NHK・TBSアナウンサー、南洋語学科卒
- 糸川雅子 - 元北陸放送アナウンサー・元J-WAVEニュースルームアナウンサー
- 小田貴子 - アナウンサー

### 政界関係者

#### 国会議員
- 渡辺秀央 - 元郵政大臣、改革クラブ初代代表
- 村上正邦 - 元労働大臣、志帥会初代会長、自由民主党参議院議員会長
- 平野力三 - 元農林大臣
- 玉置和郎 - 元総務庁長官
- 中島真人 - 元内閣府副大臣
- 染谷誠 - 元防衛政務次官
- 塚田大願 - 元参議院議員
- 岩崎正三郎 - 元参議院議員
- 鍵田忠三郎 - 元衆議院議員
- 鴨田利太郎 - 元衆議院議員
- 後藤茂 - 元衆議院議員
- 薩摩雄次 - 元衆議院議員
- 井脇ノブ子 - 元衆議院議員
- 高橋英行 - 元衆議院議員
- 升田世喜男 - 衆議院議員（中退）[1]
- 福田玄 - 衆議院議員
- 鈴木宗男 - 参議院議員、元北海道開発庁長官兼沖縄開発庁長官、新党大地初代代表
- 舩後靖彦 - 参議院議員
- 須藤元気 - 元参議院議員
- 小野田紀美[2] - 参議院議員

#### 市町村長
- 椿原紀昭 - 北海道夕張郡栗山町長
- 小野寺信雄 - 元宮城県気仙沼市長
- 工藤正司 - 元埼玉県行田市長
- 鈴木有 - 千葉県野田市長
- 西田三十五 - 千葉県佐倉市長
- 山下政樹 - 山梨県笛吹市長
- 改井秀雄 - 元富山県富山市長
- 新井哲二 - 元香川県丸亀市長
- 朝山毅 - 鹿児島県奄美市長
- 下地昌明 - 沖縄県宮古郡多良間村長
- 岸本健 - 和歌山県紀の川市長、元衆議院議員
- 早田順一 - 熊本県山鹿市長（在学中に九州産業大学へ編入）
- 鴨田秋津 - 京都府舞鶴市長[3]

#### 地方議会議員
- 坂元裕一 - 元宮崎県議会議長
- 本間進 - 元千葉県議会議長
- プリティ長嶋 - 千葉県議会議員
- 広瀬ゆうと-松戸市議会議員

#### 行政官
- 沼田幹男 - 交流協会台北事務所長、元駐ミャンマー特命全権大使、元外務省領事局長
- 高橋博史 - 外務省参与、元駐アフガニスタン特命全権大使、元外務省国際情報官、元国際連合事務総長特別代表首席政治顧問

### 学者

#### 社会科学等
- 石田尾博夫 - 社会学者・地域経済学・観光学者、第一工科大学名誉教授
- 水島廣雄 - 東洋大学名誉教授、元東洋大学法学部教授、民法・担保法（担保法の権威者）、元そごう社長及び会長、予科卒
- 細貝大次郎 - 北海道拓殖短期大学元学長
- 田村重信 - 自民党政務調査会首席専門員、慶應義塾大学大学院法学研究科・非常勤講師、日本論語研究会代表幹事、日本戦略研究フォーラム政策提言委員
- 時岡弘 - 憲法学者。早稲田大学名誉教授、元同副総長
- 豊田悌助 - 元拓殖大学教授・総長、弁護士
- 間宮茂樹 - 京都産業大学教授、国際政治論
- 宮原民平 - 元拓殖大学教授、元学監。拓殖大学校歌の作詞者
- 市古尚三 - 拓殖短期大学元学長
- 森伸生 - 拓殖大学政経学部教授 イスラム法、宗教学
- 山内康伸 - 弁理士、香川大学客員教授、知的財産法学者
- 高永喆 - 拓殖大学国際開発研究所・アジア情報センター客員研究員
- 李登輝 - 台湾総統、名誉博士
- 長谷川聰哲 - 中央大学経済学部教授

### 国際・語学
- 佐々木良昭 - 東京財団上席研究員、イスラム圏研究
- 宮川保栄 - ロシア語

### 財界関係者
- 羽織愛 - SUNNY BUNNY Language Education代表取締役社長
- 深山祐助 - レオパレス21創業者、MDI代表取締役会長
- 衛藤バタラ - 元ミクシィ取締役兼最高技術責任者
- 青木達也 - ほっかほっか亭総本部代表取締役社長
- 大下聡 - バンダイナムコエンターテインメント代表取締役社長
- 山本善政 - ハードオフコーポレーション創業者・代表取締役会長兼社長、元日本フランチャイズチェーン協会会長
- 白石徳生 - ベネフィット・ワン創業者・代表取締役社長
- 守屋澄夫 - 元ラルズ代表取締役社長

### スポーツ

#### 柔道
- 秋本勝則 - 柔道家秋本啓之の父、1978年嘉納治五郎杯東京国際柔道大会65kg級優勝、1979年フランス国際柔道大会65kg級優勝
- 木村政彦 - 1949年第2回全日本柔道選手権大会優勝 柔道七段
- 平野時男 - 講道館八段
- ダグ・ロジャース - 1964年東京オリンピック重量級銀メダリスト、1967年第5回パンアメリカン競技大会無差別級金メダリスト重量級銀メダリスト
- 岩釣兼生 - 1971年第23回全日本柔道選手権大会優勝
- 蔵本孝二 - 1976年モントリオールオリンピック男子柔道軽中量級銀メダリスト、1975年世界柔道選手権大会70kg級銅メダリスト、1974年アジア柔道選手権大会70kg級金メダリスト
- 西村昌樹 - 1972年ミュンヘンオリンピック男子柔道重量級銅メダリスト
- 妹尾ひでみ - 1994年世界学生柔道選手権大会無差別銅メダリスト、1995年ユニバーシアード72kg超級銅メダリスト

#### ボクシング
- ロイヤル小林 - プロボクサー、元WBC世界スーパーバンタム級王者、国際ジム所属
- 内山高志 - プロボクサー、元WBA世界スーパーフェザー級スーパー王者、ワタナベボクシングジム所属
- 八重樫東 - プロボクサー、元WBA世界ミニマム級王者、元WBC世界フライ級王者、元IBF世界ライトフライ級王者、大橋ボクシングジム所属
- 三浦国宏 - ロス・ソウルオリンピック日本代表
- 鈴木康弘 - 2011年世界ボクシング選手権大会出場、ロンドン五輪出場権獲得
- 渡辺雄二 - プロボクサー、高位WBA世界スーパーフェザー級1位、斉田ボクシングジム所属
- 鳥海純 - プロボクサー、元OPBF東洋太平洋バンタム級王者、ワタナベボクシングジム所属
- 相澤国之 - プロボクサー、OPBF東洋太平洋スーパーフライ級王者、三迫ボクシングジム所属
- 瀬川設男 - プロボクサー、元日本バンタム級・スーパーバンタム級王者、ヨネクラボクシングジム所属
- 松橋拓二 - プロボクサー、帝拳ボクシングジム所属
- 松本晋太郎 - プロボクサー、ヨネクラボクシングジム所属
- 戸部洋平 - プロボクサー、三迫ボクシングジム所属
- 小澤瑶生 - プロボクサー、OPBF女子東洋太平洋スーパーフライ級王者、フュチュール所属
- 鈴木啓正 - プロボクシング・トレーナー
- 藤田健児 - プロボクサー、帝拳ボクシングジム所属
- 重岡優大（中退） - プロボクサー ワタナベボクシングジム所属
- 伊藤沙月 - プロボクサー、志成ボクシングジム所属
- 関根幸太朗 - プロボクサー ワタナベボクシングジム所属
- 野上翔 - プロボクサー RK蒲田ボクシングファミリー所属
- 横山葵海 - プロボクサー ワタナベボクシングジム所属

#### レスリング
- 豊田雅俊 - アテネオリンピック代表
- 渡辺晶一郎 - レスリング部創設者
- 米満達弘 - ロンドンオリンピック66キロ級金メダリスト
- 山口竜志 - 元プロレスラー
- 湯元進一 - ロンドンオリンピック男子フリースタイル55kg級銅メダリスト
- 高谷惣亮 - ロンドンオリンピック、リオオリンピック出場
- 高谷大地 - 2024年パリオリンピック男子フリースタイル74kg級銀メダリスト
- 斉藤貴子 - 2011年レスリング世界選手権3位
- 阿部裕幸 - 総合格闘家、総合格闘技クラブ「AACC」主宰

#### 相撲
- 舛田山靖仁 - 元大相撲力士、元春日野部屋、元千賀ノ浦部屋師匠
- 栃乃洋泰一 - 元大相撲力士、現年寄竹縄、春日野部屋
- 吉井山朋一郎 - 元大相撲力士、元出羽海部屋、1947年に第2回石川国体優勝、1947年に全国学生相撲選手権大会優勝、戦後初の大学出身力士
- 太刀光昭洋 - 元大相撲力士、元高砂部屋
- 隆濤剛 - 元大相撲力士、元玉ノ井部屋、国際相撲大会優勝、大学1年次に全国学生相撲選手権大会優勝
- 栃の山博士 - 元大相撲力士、現世話人、常盤山部屋
- 髙立直哉 - 元大相撲力士、元木瀬部屋

#### 空手道
- 中山正敏 - 日本空手協会首席師範・設立者
- 金澤弘和 - 國際松濤館空手道連盟最高師範・設立者
- 国分利人 - 日本空手道振興団理事長、WASグループ代表、強者代表取締役、I-SUPPORT代表
- 中達也 - 日本空手協会総本部師範・総務部次長
- 月井隼南 - ワールドゲームズ2022女子組手50kg級金メダリスト

#### 格闘技
- 西良典 - 和術慧舟會総帥
- 塩田剛三 - 養神館合気道創始者
- 田中茂穂 - 明治神宮武道場「至誠館」館長
- 金子智一 - 躰道選手
- 中野哲爾 - 躰道選手、己錬館館長

#### 総合格闘家
- 阿部裕幸 - 総合格闘家、プロ修斗・環太平洋ライト級ランカー
- 小路伸亮 - 元総合格闘家、2005年ネオブラッドトーナメントウェルター級優勝
- 須藤元気 - 元総合格闘家、作家、タレント、俳優、短大卒、現拓殖大学レスリング部監督、参議院議員
- 武田美智子 - 総合格闘家、第20回世界サンボ選手権大会金メダリスト
- 臼田育男 - 総合格闘家、2009年戦極G!杯ライト級優勝

#### サッカー
- 大滝雅良 - 静岡市立清水商業高等学校サッカー部前監督、元サッカー選手
- 中森大介 - 元サッカー選手、サッカー指導者
- 小林悠 - 川崎フロンターレ
- 小野寺達也 - 元サッカー選手
- 杉本真 - 元サッカー選手
- 猿田浩得 - 元サッカー選手
- 三村真 - 福山シティFC
- 吉岡航平 - 元サッカー選手
- 内田和志 - フォンテ静岡FC
- 北原毅之 - KONOSU CITY FOOTBALL CLUB
- 柴田隆太朗 - 元サッカー選手
- 佐川亮介 - Y.S.C.C.横浜
- 穂積諒 - wyvern
- 三浦基瑛 - SC相模原
- 池田廉 - 大分トリニータ
- 小川開世 - ヤング・ライオンズ
- 関根大輝 - スタッド・ランス

#### バスケットボール
- 飯田遼 - プロバスケットボール選手（パスラボ山形ワイヴァンズ）
- 池内泰明 - NHKバスケットボール解説者、B代表コーチやユニバシアード男子、U-24男子ヘッドコーチ、拓殖大学ヘッドコーチ（元住友金属社員）
- 浜口秀樹 - 在学中に最年少となる20歳でモントリオール五輪に出場
- 棟方公寿 - トヨタ自動車、アシスタントコーチ
- 北卓也 - 東芝、アシスタントコーチ
- 納谷幸二 - アイシン精機元選手、岡山商科大学、岡山商科大学附属高等学校男子バスケットボール部監督
- 折腹祐樹 - 東芝元選手
- 庄司和広 - プロバスケットボール選手（高松ファイブアローズ）1997年卒業
- 渡邉拓馬 - プロバスケットボール選手（トヨタ自動車）シューティングガード
- 安齋竜三 - 元プロバスケットボール選手（リンク栃木ブレックス）、越谷アルファーズヘッドコーチ
- 熊谷渡 - プロバスケットボール選手（富山グラウジーズ所属）：2005年卒業
- 小島佑太 - プロバスケットボール選手（滋賀レイクスターズ）2006年卒業
- 仲摩純平 - プロバスケットボール選手（東京アパッチ）大学2年時に中退
- 伊藤拓郎 - プロバスケットボール選手
- 高岡大輔 - プロバスケットボール選手（リンク栃木ブレックス）フォワード、副主将
- 加々美裕也 - バスケットボール選手（東芝）
- 宇田康利 - バスケットボール選手（東芝）
- 長谷川武 - バスケットボール選手（東芝）
- 永田晃司 - プロバスケットボール選手
- 藤井祐眞 - バスケットボール選手
- 阿部諒 - プロバスケットボール選手
- 岡本飛竜 - プロバスケットボール選手
- 益子拓己 - プロバスケットボール選手
- 久手堅笑美 - 女子バスケットボール選手 （トヨタ自動車アンテロープス）
- 森ムチャ - 女子バスケットボール選手 （トヨタ自動車アンテロープス）
- 天津希 - 女子バスケットボール選手
- 伊佐樹里 - 女子バスケットボール選手（シャンソンVマジック）- ガード
- 林田明佳 - 女子バスケットボール選手（シャンソンVマジック）
- 春日流い - 元女子バスケットボール選手
- 井上早希 - 元女子バスケットボール選手
- 奥里綾子 - 女子バスケットボール選手
- 池内侑里 - 女子バスケットボール選手
- 佐藤梓 - 女子バスケットボール選手
- 小川和美 - 女子バスケットボール選手
- 瀬崎理奈 - 女子バスケットボール選手
- 橋詰まり - 女子バスケットボール選手
- 安間志織 - 女子バスケットボール選手
- バイ・クンバ・ディヤサン - 女子バスケットボール選手
- 星希望 - 福島東稜高等学校女子バスケットボール部顧問。元女子バスケットボール選手
- ンウォコ・マーベラス・アダク・ビクター - 女子バスケットボール選手

#### 野球
- 馬淵史郎 - 明徳義塾高野球部監督
- 木内九二生 - プロ野球審判員

##### プロ野球
- 高橋建 - 元プロ野球選手、広島東洋カープコーチ
- 中尾明生 - 元プロ野球選手・コーチ
- 古屋剛 - 元プロ野球選手・監督
- 山本良材 - 元プロ野球選手
- 木村昌広 - 元プロ野球選手
- 石橋良太 - 元プロ野球選手
- 岸潤一郎 - プロ野球選手（埼玉西武ライオンズ）（中退）
- 野村勇 - プロ野球選手（福岡ソフトバンクホークス）

#### ラグビー
- バツベイ・シオネ - 豊田自動織機シャトルズ選手 日本代表選手
- 横山健一 - 元ラグビー選手、2007年7人制日本代表選手
- 横山伸一 - 元ラグビー選手、2007年7人制日本代表選手
- ヘルウヴェ - ラグビーワールドカップ2019 日本代表、クボタスピアーズ船橋・東京ベイ
- 具智元 - ラグビーワールドカップ2019 日本代表、コベルコ神戸スティーラーズ
- 川俣晃人 - 元ラグビー選手

#### 陸上競技
- 小林史和 - NTN実業団陸上競技選手、1000m・1500m・2000m日本記録保持者。
- 藤原新 - JR東日本実業団陸上競技選手。2009年世界陸上競技選手権ベルリン大会男子マラソン日本代表、ロンドンオリンピック男子マラソン日本代表
- 高田千春 - JR東日本ランニングチーム所属
- 中本健太郎 - 安川電機実業団陸上競技選手、世界陸上大邱大会男子マラソン代表、ロンドンオリンピック男子マラソン日本代表
- 赤﨑暁 - 九電工実業団陸上競技選手、パリオリンピック男子マラソン日本代表

#### 水泳
- 小野田一雄 - パリオリンピック出場
- 平田政一 - 1982年アジア競技大会出場
- 藤野舞子 - 北京オリンピック出場

#### 競艇
- 高橋勲 - 競艇選手、SG第54回全日本選手権優勝

#### レーサー
- 菅原義正 - ダカールラリーレーサー テレフォニカ・ダカール2005大会カミオン部門総合二位同部門1クラス優勝
- 遠藤光博 - 全日本・世界カート選手権最年少で参戦。フォーミュラートヨタ、F3など。現在シビックレースに参戦。本田技研工業テストドライバー

### その他
- 石井淑普 - 陸軍軍人、インドネシア共和国独立殊勲章（ビンタン・ゲリラ勲章）を授与、勲六等単光旭日章を受章
- 井上日召 - 日蓮宗の僧侶、右翼活動家、血盟団創設者、護国団初代団長、元維新運動関東協議会参与、中退
- 神本利男 - 満州国警察官、陸軍諜報員
- 脇光三 - 特務機関員、新聞記者、軍事探偵、陸軍通訳（第1期生）
- 組坂繁之 - 部落解放同盟中央本部中央執行委員長、九州大谷短期大学講師、折尾女子経済短期大学講師
- 西郷隆秀 - 西郷隆盛の孫、元拓殖大学理事長
- 中村知 - ボーイスカウト指導者。ボーイスカウト日本連盟の功労章である「はと章」「やたがらす章」を受賞、勲五等瑞宝章を受章
- 布施美樹 - 隻腕の高校教諭
- 栗城史多 - 登山家[4]
- 森田敬和 - 第10回アメリカ横断ウルトラクイズ優勝者
- 中田睦 - 土木技術者
- 浦野修 - 元全国郵便局長会顧問、防災士
- 北山朝徳 - 元日本サッカー協会国際委員、日本サッカー殿堂掲額者
- 武田三一 - 医師、元北海道医師会会長
- 前田幸蔵 - 元日本税理士会連合会会長、公認会計士、税理士